# Vincent Citot
Vincent Citot (Paris, 1975) é um filósofo francês especializado em história da filosofia.

## Biografia
Vincent Citot começou a estudar filosofia em 1994, o que o levou ao doutorado (2003) e à agrégation (2009). Diretor da revista "Le Philosophoire" desde sua criação, em 1996, é professor de filosofia do INSPE de Paris, da Universidade Sorbonne.

## Filosofia

### Área de pesquisa e publicações
A pesquisa de Vincent Citot se concentra em questões relacionadas aos requisitos do pensamento filosófico, a relação da filosofia com a ciência e os problemas da filosofia geral. Além de artigos publicados em várias revistas, publicou:
- La condition philosophique et le problème du commencement [A condição filosófica e o problema do início] (2008), ed. du Cercle Herméneutique, 2009.
- Le paradoxe de la pensée [O paradoxo do pensamento]. (Les exigences contradictoires de la pensée philosophique [Os requisitos contraditórios do pensamento filosófico]) (2009), Le Félin, 2010.[2]
- Puissance et impuissance de la réflexion [Poder e impotência da reflexão], ed. do Círculo Herméneutique, 2017.[3][4]
- Problèmes épistémologiques en histoire de la philosophie [Problemas epistemológicos na história da filosofia] (editado por V. Citot), Liber, 2017.[5][6][7]